# Graffignano
Graffignano ist eine Gemeinde mit 2090 Einwohnern (Stand 31. Dezember 2023) in der Provinz Viterbo in der italienischen Region Latium.

## Geographie
Graffignano liegt 101 km nördlich von Rom und 28 km nordöstlich von Viterbo im Tal des Tiber. Das Gemeindegebiet erstreckt sich über eine Höhe von 62 bis 326 m s.l.m.
Zur Gemeinde gehört der Ortsteil Sipicciano und die Wohnplätze Litigata, Pisciarello, Poggio del Castagno, San Nicola und Tardani.
Die Nachbargemeinden sind Alviano (TR), Attigliano (TR), Bomarzo, Civitella d’Agliano, Lugnano in Teverina (TR) und Viterbo.
Die Gemeinde liegt in der Erdbebenzone 3 (wenig gefährdet).

### Verkehr
Das Gemeindegebiet von Graffignano wird von der A1 Autostrada del Sole durchquert. Die nächste Auffahrt befindet sich jedoch erst in 15 km Entfernung in Attigliano.
Die Gemeinde hat einen Bahnhof an der Bahnstrecke Orte-Viterbo im Ortsteil Sipicciano.

## Geschichte
Das Gemeindegebiet ist seit der Antike besiedelt, wie zahlreiche etruskische und römische Funde beweisen. Der heutige Ort wurde im 13. Jahrhundert von Pandolfo d‘Anguillara gegründet.

## Bevölkerungsentwicklung
| Jahr      | 1881 | 1901 | 1921 | 1936 | 1951 | 1971 | 1991 | 2001 |
| Einwohner | 1371 | 1887 | 2199 | 2250 | 2592 | 2446 | 2330 | 2288 |

Quelle: 

## Politik
Piero Rossi (Lista Civica: # Oltre) wurde am 26. Mai 2019 zum neuen Bürgermeister gewählt.

### Wappen
Das Wappen zeigt den Schutzpatron des Ortes, den Heiligen Martin, wie er den Mantel mit dem Bettler teilt.

## Sehenswürdigkeiten
Das Castello Baglioni wurde im 13. Jahrhundert über antiken Gebäuderesten erbaut. Es gehörte später den Grafen Bulgarini d’Elci.